# Ematheudes
Ematheudes is een geslacht van vlinders van de familie snuitmotten (Pyralidae), uit de onderfamilie Phycitinae.

## Soorten
- E. convexus Shaffer J. C., 1998
- E. crassinotella Ragonot, 1888
- E. crenulatus Shaffer J. C., 1998
- E. dewittei Shaffer J. C., 1998
- E. elysium Shaffer J. C., 1998
- E. erectus Shaffer J. C., 1998
- E. euclystella Ragonot, 1888
- E. forficatus Shaffer J. C., 1998
- E. hamatus Shaffer J. C., 1998
- E. helioderma Meyrick, 1935
- E. hispidus Shaffer J. C., 1998
- E. kenyaensis Shaffer J. C., 1998
- E. libycella Turati, 1924
- E. lusingensis Shaffer J. C., 1998
- E. maculescens Shaffer J. C., 1998
- E. magnetella Caradja, 1916
- E. megacantha Shaffer J. C., 1998
- E. michaelshafferi Shaffer J. C., 1998
- E. miosticta (Hampson, 1918)
- E. natalensis Shaffer J. C., 1998
- E. neonepsia Martin E. L., 1956
- E. neurias (Hampson, 1918)
- E. nigropunctata (Legrand, 1966)
- E. paleatella Ragonot, 1888
- E. persicella Amsel, 1961
- E. pollex Shaffer J. C., 1998
- E. pseudopunctella Ragonot, 1888
- E. punctella (Treitschke, 1833)
- E. punctellus Treitschke, 1833
- E. quinquepunctella Warren, 1914
- E. quintuplex Shaffer J. C., 1998
- E. rhodochroa (Hampson, 1918)
- E. setigera Shaffer J. C., 1998
- E. sinuosus Shaffer J. C., 1998
- E. straminella Snellen, 1872
- E. strictus Shaffer J. C., 1998
- E. togoensis Shaffer J. C., 1998
- E. toxalis Shaffer J. C., 1998
- E. triangularus Shaffer J. C., 1998
- E. trimaculosus Shaffer J. C., 1998
- E. tunesiella Ragonot, 1892
- E. varicella Ragonot, 1887
- E. vitellinella Ragonot, 1887